# 4e brigade d'infanterie de la Garde
Pour les articles homonymes, voir 4e brigade.
La 4e brigade d'infanterie de la Garde est une unité d'infanterie de l'armée prussienne.

## Composition

### Organisation en 1914
La brigade est divisée en
- 2e régiment de grenadiers de la Garde à Berlin
- 4e régiment de grenadiers de la Garde à Berlin
- 2e régiment de grenadiers de la Garde de la Landwehr à Hamm (I.) et Cassel (II. )
- 4e régiment de grenadiers de la Garde de la Landwehr à Coblence (I.) et Düsseldorf (II. )

#### Composition le 22 août 1918
- 190e régiment d'infanterie
- 55e régiment d'infanterie de réserve
- 99e régiment d'infanterie de réserve

## Histoire
La brigade est créée le 29 avril 1852 et est subordonnée à la 2e division de la Garde du Corps de la Garde. Le commandement se trouve à Berlin jusqu'à la dissolution de la grande unité en 1919.

### Guerre franco-prussienne
Dans la guerre contre la France, la brigade combat à la bataille de Saint-Privat et à la bataille de Sedan, entre autres, et prend part au siège de Paris. Cela aboutit à la bataille du Bourget.

### Première Guerre mondiale
Pendant la Première Guerre mondiale, la brigade est déployée à partir de juillet 1915 près de Krasnystaw et Biskupice ainsi que de la Wieprz à Jasziolda.
En septembre, la brigade est transférée sur le front occidental. Des batailles s'ensuivent à La Bassée et à Arras, des tranchées en Artois et, jusqu'en février 1916, entre Roye et Noyon.

### Après-guerre
Au cours de la démobilisation provoquée par le traité de Versailles, la brigade est dissoute en 1919.

### Commandants
| Grade               | Nom                                          | Date                                                     |
| ------------------- | -------------------------------------------- | -------------------------------------------------------- |
| Generalmajor        | Eduard von Brauchitsch (de)                  | 4 mai 1852 au 24 avril 1854                              |
| Generalmajor        | Adolf von Bonin                              | 25 avril 1854 au 18 février 1857                         |
| Generalmajor        | Karl Friedrich von Steinmetz                 | 19 février au 2 décembre 1857                            |
| Oberst/Generalmajor | Otto von der Mülbe (de)                      | 3 décembre 1857 au 2 juin 1858                           |
| Generalmajor        | Heinrich von Plonski                         | 3 juin 1858 au 28 janvier 1863                           |
| Generalmajor        | Leopold Hermann von Boyen                    | 29 janvier au 12 août 1863                               |
| Generalmajor        | Julius von Loewenfeld                        | 12 août 1863 au 8 janvier 1864                           |
| Generalmajor        | August von Werder                            | 9 janvier 1864 au 17 octobre 1865                        |
| Generalmajor        | Leopold von Loën                             | 18 octobre 1865 au 17 juin 1869                          |
| Generalmajor        | Emil von Berger                              | 18 juin 1869 au 17 août 1871                             |
| Generalmajor        | Ferdinand von Dannenberg                     | 18 août 1871 au 4 octobre 1874                           |
| Generalmajor        | Rudolf von Thile                             | 5 octobre 1874 au 27 octobre 1875                        |
| Generalmajor        | Oskar von Meerscheidt-Hüllessem              | 28 octobre 1875 au 14 mars 1876                          |
| Generalmajor        | Emil von Conrady                             | 15 mars 1876 au 4 février 1878                           |
| Generalmajor        | Paul von Leszczynski                         | 5 février 1878 au 11 mars 1881                           |
| Generalmajor        | Heinrich von Olszewski (de)                  | 12 mars 1881 au 6 juillet 1883                           |
| Generalmajor        | Waldemar von Roon                            | 7 juillet 1883 au 10 février 1886                        |
| Generalmajor        | Paul von Kropff (de)                         | 11 février 1886 au 18 septembre 1888                     |
| Generalmajor        | Oskar von Collas (de)                        | 19 septembre 1888 au 31 mars 1889                        |
| Generalmajor        | Bernard III de Saxe-Meiningen-Hildburghausen | 1 avril 1889 au 26 janvier 1891                          |
| Generalmajor        | Friedrich-Guillaume de Bade                  | 27 janvier 1891 au 17 avril 1893                         |
| Generalmajor        | Eduard von Müller (de)                       | 18 avril 1893 au 13 novembre 1894                        |
| Generalmajor        | Frédéric-Léopold de Prusse                   | 14 novembre 1894 au 1er septembre 1897                   |
| Generalmajor        | Remus von Woyrsch                            | 1 septembre 1897 au 17 octobre 1900                      |
| Generalmajor        | Eberhard von der Lancken (de)                | 18 octobre 1900 au 14 septembre 1904                     |
| Generalmajor        | Fritz von Below                              | 15 septembre 1904 au 12 février 1906                     |
| Oberst              | Georg von Krosigk (de)                       | 13 février au 12 septembre 1906 (chargé de la direction) |
| Generalmajor        | Georg von Krosigk                            | 13 septembre 1906 au 26 janvier 1910                     |
| Generalmajor        | Otto von Stein zu Nord- und Ostheim (de)     | 27 janvier au 12 octobre 1910                            |
| Generalmajor        | Friedrich von Gontard                        | 27 janvier 1913 au 18 décembre 1914                      |
| Generalmajor        | Karl von Lewinski                            | 19 décembre 1914 au 25 mai 1915                          |
| Oberst              | Otto von Düring (de)                         | 26 mai au 26 juillet 1915                                |
| Generalmajor        | Albert von Mutius                            | 27 juillet 1915 au 12 février 1916                       |
| Generalmajor        | Maximilian von Mutius                        | 13 février 1916 au 30 novembre 1917                      |
| Oberst              | Karl von Fabeck                              | 1er décembre 1917 au 9 janvier 1919                      |
| Generalmajor        | Gustav von Waldersee                         | 10 janvier au 30 avril 1919                              |